# Jensen SP
Der Jensen SP ist ein Sportwagen des britischen Automobilherstellers Jensen Motors, der von 1971 bis 1973 in 272 Exemplaren hergestellt wurde. Das Auto war äußerlich mit dem zeitgleich produzierten Jensen Interceptor weitgehend identisch, hatte aber eine andere Motorisierung. Die Bezeichnung SP steht für „Six Pack“; sie bezog sich auf die Vergaserkombination.

## Modellgeschichte
Das 1935 gegründete Unternehmen Jensen Motors war ein Karosseriehersteller, der in erster Linie Automobilkarosserien für Großserienhersteller in Auftragsarbeit fertigte und teilweise auch komplette Fahrzeuge baute. Seit den 1950er-Jahren entstand bei Jensen unter anderem der Austin Healey, später auch der Sunbeam Alpine. Daneben produzierte Jensen in kleinem Umfang auch teure Sportwagen unter eigenem Namen, die eigenständige Karosserien mit britischer oder amerikanischer Großserientechnik verbanden. Seit 1966 hatte Jensen den Interceptor im Angebot, ein zweitüriges Fließheckcoupé mit einem Achtzylindermotor von Chrysler. Davon abgeleitet war der Jensen FF, ein äußerlich sehr ähnliches Coupé mit innovativem Allradantrieb, das das Spitzenmodell in Jensens Produktpalette darstellte. Der sehr teure FF wurde in vier Jahren nur 320 Mal produziert. 1971 stellte Jensen die aufwendige und unwirtschaftliche Fertigung des FF ein.
Die Rolle des Spitzenmodells übernahm daraufhin der neu eingeführte SP, der technisch und äußerlich mit dem weiterhin produzierten Interceptor nahezu vollständig übereinstimmte, aber deutlich stärker motorisiert war.
Der SP war formal keine Sonderversion des Interceptor, sondern wurde von Jensen als eigenständiges Modell vermarktet. Der SP war kein wirtschaftlicher Erfolg. Zwar war er deutlich kostengünstiger zu produzieren als der FF; sein Motor war allerdings nicht unproblematisch, und der sehr hohe Verbrauch und die mit dem Motor verbundenen technischen und praktischen Probleme machten den SP nach Ausbruch der Ölkrise 1973 für Kunden unattraktiv. Im Laufe des Jahres 1973 stellte Jensen die Fertigung des SP ein.

## Technik und Karosserie
Jensen übernahm das Chassis, das Fahrwerk und die Karosserie des Jensen Interceptor Series 3 ohne Veränderungen. SP und Interceptor hatten das gleiche Rohrrahmenchassis, mit dem die Stahlkarosserie verschweißt war. Auch die bereits 1966 von Touring entworfene Coupé-Karosserie wurde nicht verändert. Neu waren lediglich zwei Reihen von Entlüftungsöffnungen, die über die gesamte Motorhaube reichten, sowie ein kunstlederbezogenes Dach. Der Innenraum war durch eine Zentralverriegelung und eine Klimaanlage aufgewertet worden, die anders als beim Interceptor hier zur Serienausstattung gehörten.
Das wesentliche Unterscheidungsmerkmal war die Motorisierung. Der Interceptor S3 wurde 1971 mit einem 6,3 Liter großen Achtzylindermotor von Chrysler vorgestellt, der SP hatte einen Achtzylindermotor mit 7,2 Litern (440 Kubikzoll) Hubraum. Zur Gemischaufbereitung waren drei Doppelvergaser von Holley vorgesehen; aus dieser Konfiguration leitet sich die Bezeichnung „Six Pack“ ab. Der Motor war mit einem Verhältnis von 10,3 : 1 für die damalige Zeit außergewöhnlich hoch verdichtet. Durch das hohe Verdichtungsverhältnis benötigte der SP Benzin mit einer Klopffestigkeit von 100 Oktan. Die maximale Leistung des Motors wurde mit 385 PS brutto bzw. 330 PS netto (246 kW) angegeben, das maximale Drehmoment betrug 556 Nm und fiel bei 3600 Umdrehungen pro Minute an.
Im regulären Fahrbetrieb arbeitete lediglich einer der drei Doppelvergaser. Bei starkem Beschleunigen sowie bei Geschwindigkeiten von mehr als 170 km/h schalteten sich die beiden anderen Vergaser zu.
Zur Kraftübertragung diente ausschließlich ein automatisches Dreiganggetriebe von Chrysler (Typ TorqueFlite); ein Getriebe mit Handschaltung wurde nicht angeboten.
Jensen übernahm den Motorblock des SP 1973 für den regulären Interceptor S3, kombinierte ihn dann aber mit einem einfachen „Thermoquad“-Vierfachvergaser von Carter.

## Fahrleistungen
Das britische Fachmagazin Motor ermittelte bei einem Test im Januar 1972 eine Höchstgeschwindigkeit von 225 km/h (140 mph) und für die Beschleunigung von 0 auf 96 km/h (60 mph) einen Wert von 7,6 Sekunden. Die Höchstgeschwindigkeit lag damit nur 2 mph über der des Interceptor S3 mit dem 6,3-Liter-Motor. Der Durchschnittsverbrauch wurde mit 28 Litern auf 100 km (11 mpg) angegeben. Ein australisches Magazin ermittelte bei einem Test im Herbst 1972 hingegen eine Höchstgeschwindigkeit von 236 km/h (147 mph). Die Beschleunigung von 0 auf 96 km/h (60 mph) gelang in 7,4 Sekunden.

## Probleme des SP
Aus der Motorisierung des SP ergaben sich im praktischen Betrieb zahlreiche Probleme, die dem Erfolg des Modells entgegenstanden. Zahlreiche Kunden rüsteten den SP später auf den Carter-Vergaser des regulären Interceptor S3 um, in der Absicht, die Alltagstauglichkeit des Autos zu erhöhen.
- Das Fahrverhalten war insbesondere dann problematisch, wenn sich zusätzlich zum ersten Vergasersatz die beiden anderen Vergaser zuschalteten; das galt insbesondere, wenn dies beim Herausbeschleunigen aus Kurven geschah. Der genaue Zeitpunkt des Einsetzens zusätzlicher Leistung und deren exaktes Ausmaß ließen sich nur sehr schwer vorhersagen.[3][8]
- Der große Motor führte zu thermischen Problemen im Motorraum des Jensen, der deutlich enger war als der amerikanischer Fahrzeuge, in denen der Motor üblicherweise zum Einsatz kam. Die Kühler waren nicht angemessen dimensioniert, sodass es schnell zu Überhitzungen kam, die Folgeschäden im Motorenumfeld anrichteten.[6]
- Der SP war wartungsintensiv. Das Werk schrieb einen Inspektionsintervall von 4000 Meilen oder drei Monaten vor.[8][3]
- Das Zusammenspiel der Vergaser war schwer zu koordinieren. Eine Quelle berichtet, dass eine Neueinstellung der Vergaser durchschnittlich einmal im Monat (oder alle 500 Kilometer) erforderlich war.[11]
- Der Benzinverbrauch des SP war auch im Vergleich zu ähnlichen Fahrzeugen aus dem gleichen Marktsegment sehr hoch. In der Praxis lag der Durchschnittsverbrauch des SP bei 28 Litern auf 100 km (11 Miles per gallon),[8][3] andere Quellen hielten einen Verbrauch von durchschnittlich 35 Litern auf 100 km (8 Miles per Gallon) für realistisch.[9]
- Wegen des höheren Gewichts des Motors war der SP nur unwesentlich schneller als der Interceptor mit dem leichteren 6,3-Liter-Motor.[12]

## Produktion und Preise
Der Jensen SP wurde im Oktober 1971 auf der Earls Court Motor Show in London vorgestellt. Zu diesem Zeitpunkt betrug der Kaufpreis 7.195,15 £. Damit war er 450 £ teurer als ein Interceptor. Der SP lag damit preislich nahezu exakt auf dem Niveau des mit Ford-Technik ausgerüsteten AC 428. Ein Bristol 411 mit einem ebenfalls 6,3 Liter großen Motor von Chrysler kostete 7.795 £, ein Aston Martin V8 8.949 £ und ein Rolls-Royce Corniche 13.777 £.
Auf dem deutschen Markt wurde das Auto 1972 zu einem Preis von 81.500 DM angeboten. Er war damit 15.000 DM teurer als ein Mercedes-Benz 600 und 5.000 DM teurer als ein Ferrari „Daytona“. 1973 kostete ein SP in Deutschland 76.500 DM; der Schweizer Importeur verlangte 69.900 Schweizer Franken.
Das Auto wurde von Oktober 1971 bis Juli 1973 produziert. In dieser Zeit entstanden 271 Fahrzeuge. Im Oktober 1973 komplettierte Jensen auf Wunsch eines Kunden einen letzten SP, sodass die Gesamtproduktion 272 Fahrzeuge umfasste.
Der Jensen SP entstand ganz überwiegend mit Rechtslenkung. Lediglich 13 Fahrzeuge wurden werksseitig mit Linkslenkung ausgeliefert. 216 Fahrzeuge wurden in Großbritannien verkauft, acht in der Schweiz, zwei in Australien und je eines in der Bundesrepublik Deutschland, auf den Kanalinseln, in Neuseeland, den Niederlanden, Spanien und den USA.

## Der Jensen SP in der Presse
Die zeitgenössische Presse lobte den SP überwiegend. Hervorgehoben wurde das bei gleichbleibenden Geschwindigkeiten ruhige Fahrverhalten, das auf das hohe Drehmoment zurückgeführt wurde. Der SP vereinte laut einem Testbericht die Vorzüge des Ferrari „Daytona“ und die des Rolls-Royce Corniche miteinander.